# One of the Discard
One of the Discard est un film muet américain réalisé par Thomas H. Ince et sorti en 1914.

## Fiche technique
- Réalisation : Thomas H. Ince
- Scénario : C. Gardner Sullivan
- Date de sortie : États-Unis : 2 octobre 1914

## Distribution
- Charles Ray : Jack Denning
- Gladys Brockwell : Flora
- Betty Burbridge : la femme de Jack
- Jay Hunt